# Lance Dos Ramos
Lance dos Ramos de Sousa (Caracas, 4 de abril de 1987) es un actor y cantante venezolano
Hijo de padres portugueses, ha participado en diversas campañas publicitarias y en producciones dramáticas de las cadena venezolanas RCTV y Venevisión.  Se inició en el grupo musical los Minipops y es el hermano mayor de la también actriz venezolana Kimberly Dos Ramos.
En 2005 incursiona en la animación del espacio infantil Meridianito del canal Meridiano Televisión.

## Filmografía
| Año       | Título                      | Papel              | Cadena                    |
| --------- | --------------------------- | ------------------ | ------------------------- |
| 2004-2005 | Sabor a ti                  | Saúl Lombardi      | Venevisión                |
| 2007      | Te tengo en salsa           | Él mismo           | RCTV                      |
| 2008-2009 | Nadie me dirá cómo quererte | Carlos Aristigueta | RCTV                      |
| 2011-2012 | Grachi                      | Chema Esquivel     | Nickelodeon Latinoamérica |
| 2013-2014 | Marido en alquiler          | Víctor             | Telemundo                 |
| 2015      | Demente Criminal            | Anthony De Castro  | Univision                 |

## Películas
| Año  | Título                 | Personaje | País      |
| ---- | ---------------------- | --------- | --------- |
| 2012 | Memorias de un soldado | Marcos    | Venezuela |

## Otros
- "Natalia de 8 a 9"